# Forte de São João Evangelista
O Forte de São João Evangelista localizava-se na praia Formosa, na freguesia da Almagreira, concelho da Vila do Porto, a SSO na ilha de Santa Maria, nos Açores.
Em posição dominante sobre este trecho do litoral, constituiu-se em uma bateria destinada à defesa deste ancoradouro contra os ataques de piratas e corsários, outrora frequentes nesta região do oceano Atlântico.

## História
No contexto da Guerra da Sucessão Espanhola (1702-1714) pode ser um dos dois redutos na baía da Praia sob a designação "O Forte (...), da Praya, e os dous Redutos." na relação "Fortificações nos Açores existentes em 1710".
FIGUEIREDO (1960) assim refere a baía da Praia e as suas fortificações em 1815: "a Bahia da Praia com um grande areal d'areia branca, vaza ali a ribeira dos Gatos e a da Praia que tem os quatro moinhos, e tem três castellos de que já se fez menção." E complementa: "- O Forte de S. João também sito na Praia com duas peças de ferro."
A "Relação" do marechal de campo Barão de Bastos em 1862 informa que se encontra arruinado.
Esta estrutura não chegou até aos nossos dias.